# Antoni Maria de Ferrater i Bofill
Antoni Maria de Ferrater i Bofill fue arquitecto y miembro del GATCPAC.
Se tituló en Arquitectura en el año 1918, y al año siguiente ya se le documentan las primeras obras, en Sitges. En 1922 construyó el gran edificio de la Vía Layetana de Barcelona que acoge el Colegio de Ingenieros Industriales de Cataluña. En la revista Mirador, el 26 de septiembre de 1929 Màrius Gifreda firma el artículo Comentarios de la Exposición Internacional de Barcelona que indica que Ferrater dirigió la construcción del pabellón de la casa Uralita según diseño del arquitecto francés Charles Siclis.
Fue secretario del GATCPAC (Grupo de Arquitectos Técnicos para el Progreso de la Arquitectura Contemporánea) en el quinto decanato (14.2.1935-16.6.1936) y participó en la reunión posguerra civil del 24 de febrero de 1939. Asimismo, la casa que Ferrater diseñó en la calle del Arte, 2 de Barcelona se adscribe a este movimiento.
También fue autor de obras en Palma de Mallorca.

## Obras
- 1919, Casa Francisco Ferret i Obrador (Parelladas 8-10, Sitges)
- 1919, Casa Francisco Ferret i Obrador (San Francisco 1-3, Sitges)
- 1922, Edificio del Colegio de Ingenieros Industriales (Vía Layetana 39, Barcelona)
- Años 30, Edificio de 20 viviendas en La Barceloneta, por encargo de la Cooperativa La Fraternidad
- Casa en la calle del Arte, 2 (Barcelona)

## Enlaces
- Breve resumen biográfico, y fotografía y plano de la Casa Petit
- Información de las juntas del GATCPAC

- Datos: Q8201071